# Vyšná Olšava
Vyšná Olšava es un municipio del distrito de Stropkov en la región de Prešov, Eslovaquia, con una población estimada a final del año 2024 de 623 habitantes.
Se encuentra ubicado al noreste de la región, cerca del río Ondava (cuenca hidrográfica del río Tisza) y de la frontera con  Polonia.

## Demografía
| Año        | 1994 | 2004     | 2014    | 2024    |
| ---------- | ---- | -------- | ------- | ------- |
| Población  | 525  | 599      | 643     | 623     |
| Diferencia |      | +14,09 % | +7,34 % | −3,11 % |

| Año        | 2023 | 2024    |
| ---------- | ---- | ------- |
| Población  | 629  | 623     |
| Diferencia |      | −0,95 % |